# へび座シータ星
へび座θ星（へびざシータせい、θ Serpentis、別名：へび座63番星）は、へび座の尾部の領域に位置する恒星。

## 概要
地球からは θ1星、θ2星、及びθ星Cの3つの星が三重星として観測される。3つの星のうち、θ1星、θ2星は連星で、C星は見かけの二重星であると考えられている。
θ1星、θ2星ともにA型主系列星の5等星で、θ1星のほうがわずかに明るく見える。地球からは、2つの星は22.4秒離れて見え、互いに1,100au以上離れた軌道を18,000年以上かけて周回していると推測されている。

## 名称
固有名のアリア (Alya)はアラビア語で「（羊の）太った尾」を意味するアラビア語: الية alyahに由来する。2016年8月21日に国際天文学連合の恒星の命名に関するワーキンググループ (Working Group on Star Names, WGSN) は、Alyaをθ1星の固有名として承認した。